# Ширли Бут
Ширли Бут (енгл. Shirley Booth) је била америчка глумица, рођена 30. августа 1898. године у Њујорку, а преминула је 16. октобра 1992. године у Северном Чатаму (Масачусетс).